# Aurel Lenfert
Aurel Lenfert (* 9. Juli 1971 in Recklinghausen) ist ein deutscher Bühnenbildner und Kostümbildner.

## Leben
Aurel Lenfert absolvierte nach Abschluss der Schule eine Tischlerlehre in Köln. Außerdem studierte er Bühnenbild an der Kunstakademie Düsseldorf bei Karl Kneidl und wurde 2004 dessen Meisterschüler.
Seit 2004 arbeitet Lenfert freischaffend als Bühnen- und Kostümbildner an verschiedenen Theatern in Deutschland, in der Schweiz und in Österreich. Mit den Regisseuren Mira Ebert, Alexander Charim, Bernd Liebold-Mosser, Roger Vontobel, Claudia Meyer, Cornelia Rainer, Rudolf Frey und  Susanne Lietzow verbindet Lenfert eine langjährige Zusammenarbeit.
Lenfert inszenierte u. a. am Burgtheater Wien, am Thalia Theater Hamburg, am Stadttheater Klagenfurt, am Schauspiel Hannover, bei den Bregenzer Festspielen, beim Festival von Avignon und bei den Salzburger Festspielen.

## Bühne und Kostüme (Auswahl)
- 2013: Klaus im Schrank von Erich Kästner, Uraufführung, Staatsschauspiel Dresden (Bühne)[3]
- 2015: Der Nazi und der Friseur von Edgar Hilsenrath, Uraufführung, Theater Magdeburg[4]
- 2016: Don Quijote von Miguel de Cervantes, in einer Bearbeitung von Mira Ebert, Dorf macht Oper, Regie Mira Ebert (Bühne und Kostüme)
- 2017: Wie es euch gefällt von William Shakespeare, Nationaltheater Mannheim (Bühne)[5]
- 2017: Humbug von Bernhard Lang, Opera Lab Berlin, Regie Michael Höppner (Bühne und Kostüme)
- 2018: Mutter Courage und ihre Kinder von Bertolt Brecht, Stadttheater Klagenfurt, Regie Bernd Liephold-Mosser (Bühne und Kostüm)
- 2018: Der Alpenkönig und der Menschenfeind von Ferdinand Raimund, Nationaltheater Mannheim (Bühne)[6]
- 2019: Maria Stuart von Friedrich Schiller, Landestheater Linz
- 2019: Die Hochzeit des Figaro von Wolfgang Amadeus Mozart, Theater Bielefeld, Regie Alexander Charim (Kostüme)
- 2020: Gefährliche Liebschaften von Pierre-Ambroise-François Choderlos de Laclos in Bearbeitung von Susanne Lietzow, Landestheater Linz, Regie Susanne Lietzow (Bühne)
- 2020/21: Bunbury – Ernst ist das Leben von Oscar Wilde, Grillo-Theater, Regie Susanne Lietzow (Bühne)